# Robin Atkin Downes
Robin Atkin Downes est un acteur britannique né le 6 septembre 1976, il est essentiellement connu pour sa participation à de nombreux jeux vidéo.

## Filmographie

### Cinéma

#### Films
- 2016 : Batman v Superman : L'Aube de la Justice : Doomsday (voix)
- 2023 : Vindicta de Sean McNamara : David (voix)

#### Films d'animation
- 2011 : Batman: Year One : ?
- 2016 : Batman : The Killing Joke : Harvey Bullock

### Télévision

#### Séries télévisées
- 1997 : Babylon 5 : Byron (saison 5)
- 2014 : The Strain : The Master (voix)
- 2020 : Umbrella Academy : AJ Carmichael

#### Séries d'animation
- 2009-2010 : Star Wars: The Clone Wars : Cham Syndulla
- 2010 : Avengers : L'Equipe des super-héros : Baron Zemo et Abomination
- 2015 : Ultimate Spider-Man : Abomination  et Annihilus
- 2016 : Star Wars Rebels : Cham Syndulla
- 2021 : Star Wars: The Bad Batch : Cham Syndulla

### Jeux vidéo
- 2004 : Metal Gear Solid 3: Snake Eater : Soldats
- 2005 : Kingdom Hearts 2 : Luxord
- 2007 : Team Fortress 2 : Medic
- 2007 : Uncharted: Drake's Fortune : Atoq Navarro
- 2007 : Ratchet & Clank : Opération Destruction : Capitaine Slag
- 2008 : Ratchet & Clank : Quest for Booty : Capitaine Slag
- 2008 : No More Heroes : Travis Touchdown
- 2008 : Spider-Man : Le Règne des ombres : Moon Knight
- 2009 : Uncharted 2: Among Thieves : Tenzin
- 2010 : Metal Gear Solid : Peace Walker : Kazuhira Miller
- 2010 : No More Heroes 2: Desesperate Struggle : Travis Touchdown
- 2011 : Uncharted 3: Drake's Deception : Talbot
- 2011 : Saints Row : The Third : The Boss (Male Voice 3)
- 2011 : The Elder Scrolls V: Skyrim : Brynjolf
- 2012 : Asura's Wrath : Yasha
- 2012 : Assassin's Creed III : George Washington
- 2013 : The Last of Us : Robert
- 2013 : Tomb Raider : Roth

- 2013 : Saints Row IV : Voice - Male 03
- 2013 : Skylanders : Swap Force : Hoot Loop
- 2014 : Game of Thrones: A Telltale Games Series : Lord Andros, Lord Gregor Forrester et Duncan Tuttle
- 2014 : Metal Gear Solid : Ground Zeroes : Kazuhira Miller

- 2015 : Metal Gear Solid V : The Phantom Pain : Kazuhira Miller
- 2016 : Uncharted 4 : A Thief's End : Hector Alcazar

- 2017 : Batman : The Enemy Within : Le Sphinx

- 2019 : Kingdom Hearts 3 : Luxord et Davy Jones

- 2019 : Travis Strikes Again: No More Heroes : Travis Touchdown

- 2020 : No More Heroes 3 : Travis Touchdown

- 2020 : The Last of Us Part II : Voix additionnelles

- 2021 : Ratchet and Clank : Rift Apart : Empereur Nefarious
- 2023 : Apex Legends: Ballistic